# Eleição municipal de Natal em 2012
A eleição municipal de 2012 em Natal ocorreu nos dias 7 de outubro e 28 de outubro de 2012, para a eleição de um prefeito, um vice-prefeito e 29 vereadores para a Câmara Municipal. 
A então prefeita, Micarla de Sousa, do PV, que terminaria seu mandato em 31 de dezembro de 2012, não se candidatou para reeleição. No entanto, três dias após a realização do segundo turno, Micarla foi afastada pela Justiça, e o vice Paulinho Freire, do PP, assumiu a prefeitura, até que o prefeito eleito assumisse em 1 de janeiro de 2013.
Seis candidatos concorreram à vaga para prefeito, que foi decidida apenas no segundo turno, entre Carlos Eduardo (PDT) e Hermano Morais (PMDB), resultando na eleição de Carlos Eduardo.

## Candidatos
| Nº | Prefeito              | Partido | Vice-prefeito        | Coligação | Ref.   |
| -- | --------------------- | ------- | -------------------- | --- | ------ |
| 12 | Carlos Eduardo        | PDT     | Wilma de Faria (PSB) | União por Natal Partido Republicano Brasileiro (PRB) Partido Democrático Trabalhista (PDT) Partido Trabalhista Nacional (PTN) Partido Popular Socialista (PPS) Partido Humanista da Solidariedade (PHS) Partido Socialista Brasileiro (PSB) Partido Pátria Livre (PPL) Partido Social Democrático (PSD) Partido Comunista do Brasil (PCdoB) | [ 6 ]  |
| 13 | Fernando Mineiro      | PT      | Carlos Alberto (PT)  | Partido não coligado | [ 7 ]  |
| 15 | Hermano Morais        | PMDB    | Osório Jácome (PSC)  | Natal merece respeito Partido Progressista (PP) Partido do Movimento Democrático Brasileiro (PMDB) Partido Social Cristão (PSC) Partido da República (PR) Partido Social Democrata Cristão (PSDC) Partido Renovador Trabalhista Brasileiro (PRTB) Partido da Mobilização Nacional (PMN) Partido Trabalhista Cristão (PTC)                   | [ 8 ]  |
| 50 | Prof. Robério Paulino | PSOL    | Dario Barbosa (PSTU) | Frente Ampla de Esquerda Partido Socialista dos Trabalhadores Unificado (PSTU) Partido Socialismo e Liberdade (PSOL) | [ 9 ]  |
| 21 | Roberto Lopes         | PCB     | Edson Barbosa (PCB)  | Partido não coligado | [ 10 ] |
| 45 | Rogério Marinho       | PSDB    | Haroldo Filho (DEM)  | Natal olha pra frente Partido Trabalhista Brasileiro (PTB) Partido Social Liberal (PSL) Democratas (DEM) Partido Republicano Progressista (PRP) Partido da Social Democracia Brasileira (PSDB) Partido Trabalhista do Brasil (PTdoB) | [ 11 ] |

## Pesquisas

### Primeiro turno
| Data       | Instituto | Carlos Eduardo (PDT) | Hermano Moraes (PMDB) | Fernando Mineiro (PT) | Rogério Marinho (PSDB) | Robério Paulino (PSOL) | Roberto Lopes (PCB) | Brancos e Nulos | Indecisos |
| ---------- | --------- | -------------------- | --------------------- | --------------------- | ---------------------- | ---------------------- | ------------------- | --------------- | --------- |
| 4/09/2012  | Ibope     | 44%                  | 19%                   | 5%                    | 4%                     | 1%                     | 0%                  | 17%             | 10%       |
| 20/09/2012 | Ibope     | 44%                  | 21%                   | 9%                    | 7%                     | 2%                     | 1%                  | 10%             | 6%        |
| 5/10/2012  | Ibope     | 44%                  | 18%                   | 13%                   | 7%                     | 3%                     | 1%                  | 10%             | 4%        |

### Segundo turno
| Data       | Instituto | Carlos Eduardo (PDT) | Hermano Moraes (PMDB) | Brancos e Nulos | Indecisos |
| ---------- | --------- | -------------------- | --------------------- | --------------- | --------- |
| 27/10/2012 | Ibope     | 51%                  | 32%                   | 13%             | 4%        |

## Resultados

### Prefeito
Resultado do primeiro e segundo turnos da eleição para prefeito de Natal com 100,00% de apuração.
| Prefeito               | Vice                   | 1º Turno 7 de outubro de 2012 | 1º Turno 7 de outubro de 2012 | 2º Turno 28 de outubro de 2012 | 2º Turno 28 de outubro de 2012 |
| Prefeito               | Vice                   | Porcentagem                   | Total                         | Porcentagem                    | Total                          |
| ---------------------- | ---------------------- | ----------------------------- | ----------------------------- | ------------------------------ | ------------------------------ |
| Carlos Eduardo (PDT)   | Wilma de Faria (PSB)   | 40,42 %                       | 153.464                       | 58,31 %                        | 214.687                        |
| Hermano Morais (PMDB)  | Osório Jácome (PSC)    | 23,01 %                       | 87.380                        | 41,69 %                        | 153.522                        |
| Fernando Mineiro (PT)  | Carlos Alberto (PT)    | 22,63 %                       | 85.915                        | não classificado               | não classificado               |
| Rogério Marinho (PSDB) | Haroldo Filho (DEM)    | 10,16 %                       | 38.575                        | não classificado               | não classificado               |
| Robério Paulino (PSOL) | Dario Barbosa (PSTU)   | 3,57 %                        | 13.552                        | não classificado               | não classificado               |
| Roberto Lopes (PCB)    | Edson Barbosa (PCB)    | 0,21 %                        | 786                           | não classificado               | não classificado               |
| Total de votos válidos | Total de votos válidos | 88,30 %                       | 379.672                       | 86,82 %                        | 368.209                        |
| Votos em branco        | Votos em branco        | 4,42 %                        | 19.015                        | 3,71 %                         | 15.749                         |
| Votos nulos            | Votos nulos            | 7,28 %                        | 31.308                        | 9,46 %                         | 40.135                         |
| Votos apurados         | Votos apurados         | 81,68 %                       | 429.995                       | 80,56 %                        | 424.093                        |
| Abstenções             | Abstenções             | 18,32 %                       | 96.422                        | 19,44 %                        | 102.324                        |
| Total de eleitores     | Total de eleitores     | 100,00 %                      | 526.417                       | 100,00 %                       | 526.417                        |

### Vereador
Vereadores eleitos em Natal com 100,00% apurado.
| Prefeito                 | Partido | Resultado |
| ------------------------ | ------- | --------- |
| Profª Amanda Gurgel      | PSTU    | 8,59 %    |
| Rafael Motta             | PP      | 2,48 %    |
| Chagas Catarino          | PP      | 2,11 %    |
| Albert Dickson           | PP      | 1,92 %    |
| Luiz Almir               | PV      | 1,81 %    |
| Ubaldo Fernandes         | PMDB    | 1,78 %    |
| Adão Eridan              | PR      | 1,63 %    |
| Jacó Jácome              | PMN     | 1,56 %    |
| Júlia Arruda             | PSB     | 1,55 %    |
| Bertone Marinho          | PMDB    | 1,53 %    |
| Raniere Barbosa          | PRB     | 1,48 %    |
| Aquino Neto              | PV      | 1,42 %    |
| Dagô                     | DEM     | 1,41 %    |
| Bispo Francisco de Assis | PSB     | 1,35 %    |
| Dr. Franklin Capistrano  | PSB     | 1,31 %    |
| Felipe Alves             | PMDB    | 1,31 %    |
| Aroldo Alves             | PSDB    | 1,28 %    |
| Dickson Nasser Júnior    | PSDB    | 1,26 %    |
| Ary Gomes                | PP      | 1,24 %    |
| Paulinho Freire          | PP      | 1,20 %    |
| Júlio Protásio           | PSB     | 1,19 %    |
| Maurício Gurgel          | PHS     | 1,10 %    |
| George Câmara            | PCdoB   | 0,93 %    |
| Fernando Lucena          | PT      | 0,86 %    |
| Hugo Manso               | PT      | 0,58%     |
| Profª Eleika             | PSDC    | 0,58 %    |
| Eudiane Macedo           | PHS     | 0,54 %    |
| Sandro Pimentel          | PSOL    | 0,37 %    |
| Marcos do PSOL           | PSOL    | 0,19 %    |